# Calendillo bruneum
Calendillo bruneum är en kräftdjursart som beskrevs av Henri Dalens 1993. Calendillo bruneum ingår i släktet Calendillo och familjen Armadillidae. Inga underarter finns listade i Catalogue of Life.